# Joseph von Eichendorff

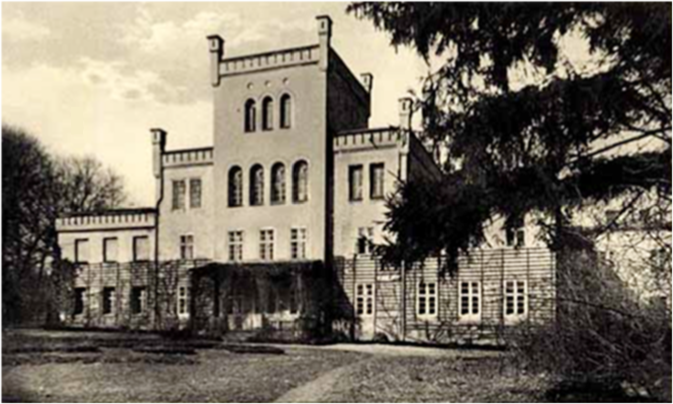
Pałac w Łubowicach, miejsce urodzenia poety

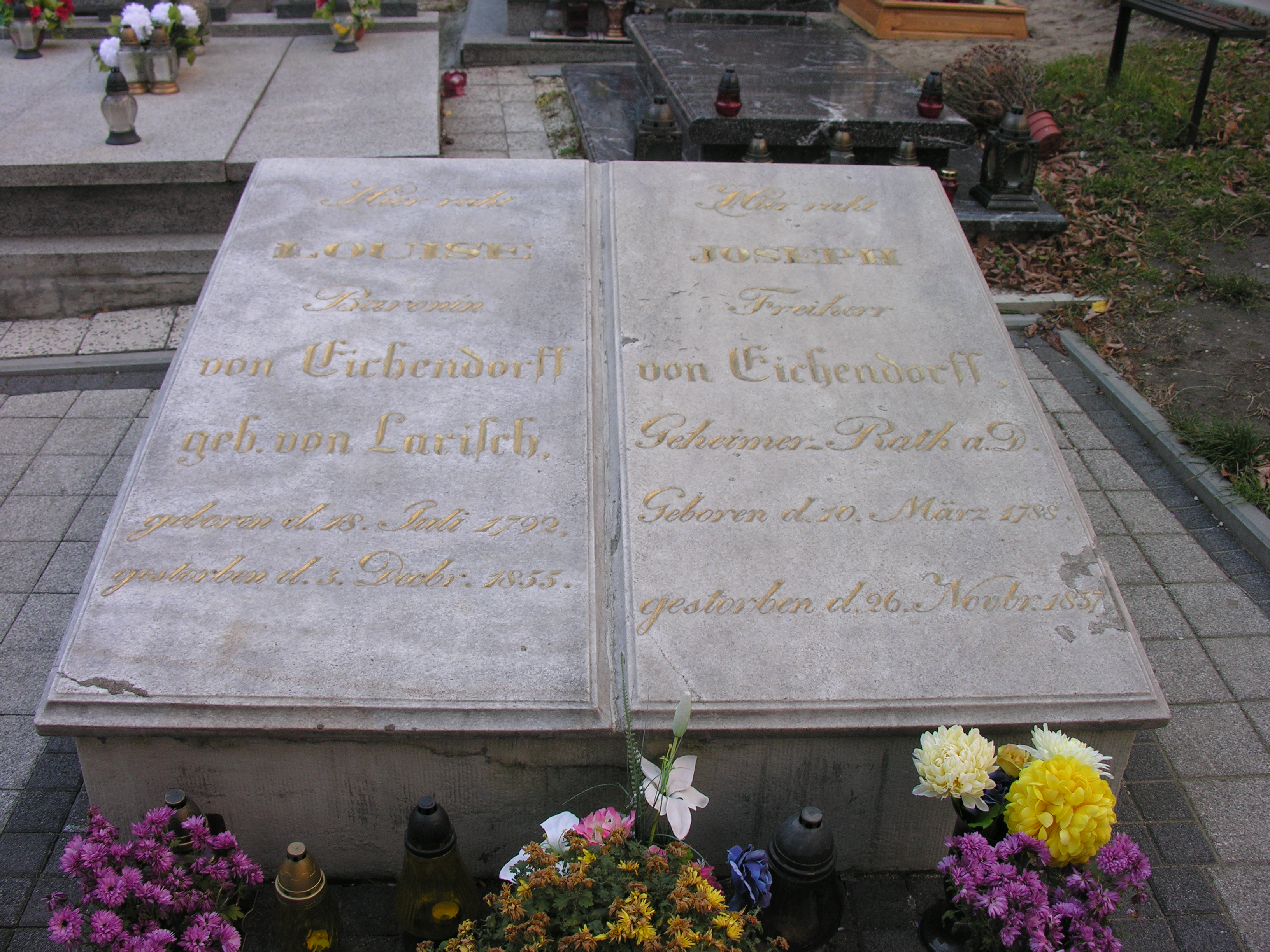
Grób Josepha von Eichendorffa na Cmentarzu Jerozolimskim w Nysie

Joseph Karl Benedikt Freiherr von Eichendorff (ur. 10 marca 1788 w Łubowicach, zm. 26 listopada 1857 w Nysie) – poeta niemiecki epoki romantyzmu.
Studiował prawo. Brał udział w wojnach napoleońskich przeciw Francji. Następnie był urzędnikiem państwa pruskiego.

## Życiorys
Rodzice Josepha należeli do katolickiej szlachty niemieckiej. Ojciec był pruskim oficerem, który nabył od swego teścia majątek ziemski zapewniający w miarę dostatnie bytowanie wielodzietnej rodzinie. Jego ojciec, posiadający oprócz tego majątki ziemskie na Morawach, jednak nie potrafił w ciężkich czasach wojen napoleońskich, częściowo również w wyniku własnej niefrasobliwości, efektywnie gospodarzyć i już w roku 1801 majątek popadł w trudności finansowe. Ostatecznie został zlicytowany i w 1822 roku po śmierci matki utracony.
Po okresie nauki domowej (jak to było wówczas w zwyczaju) w 1801 Józef wraz ze swym o dwa lata starszym bratem Wilhelmem został wysłany do katolickiego gimnazjum św. Macieja we Wrocławiu, gdzie po trzech latach uzyskał maturę.
Od 1805 do 1808 roku bracia studiowali prawo w Halle i następnie w Heidelbergu, gdzie Eichendorff poznał poetów romantycznych – Clemensa Brentano i Achima von Arnima. Po krótkiej podróży do Paryża i Wiednia bracia wrócili do majątku rodzinnego.
W wieku niespełna dwudziestu lat zamierzał wydać antologię górnośląskich baśni, jednak do druku oddał zaledwie kilkanaście opowieści, między innymi w rodzinnych stronach opowieść „O Krasnej, pięknej róży i potworze”.
Wkrótce okazało się, że pomimo ich wysiłków majątek nie zapewnia im środków do życia i wobec tego musieli rozejrzeć się za pracą. Udali się do Wiednia, gdzie w 1812 złożyli egzamin państwowy referendarza, uprawniający do podjęcia służby państwowej na stanowiskach urzędniczych. Tam też Eichendorff poznał i zaprzyjaźnił się z Fryderykiem Schlegelem i jego żoną Dorotą.
Od 1816 roku pracował w pruskiej administracji państwowej, początkowo źle opłacanej. Mianowanie na radcę stanu (po około 6 latach) umożliwiło utrzymanie wielodzietnej rodziny.
W 1821 roku pracował w Gdańsku na stanowisku radcy do spraw oświaty i spraw kościoła katolickiego w Prezydium i Konsystorzu prowincji Prusy Zachodnie. W latach 1824–1831 działał w Królewcu na stanowisku radcy stanu. Między rokiem 1855 a 1857 mieszkał i pisał w Nysie. Sporo czasu spędzał też w Javorniku (wówczas Jauernig), na dworze Heinricha Förstera, biskupa wrocławskiego. W Nysie zmarł i został pochowany na cmentarzu obok żony.
W 1911 roku postawiono jego pomnik na szczycie Kobylicy koło Prudnika. Od 1956 r. Towarzystwo Literatury i Sztuki „Wschód” – krąg pisarzy znany jako Wangener Kreis przyznaje Nagrodę Literacką im. Eichendorffa.
25 listopada 2007 praprawnuk Josepha von Eichendorffa, baron Georg von Eichendorff wziął udział w uroczystych obchodach 150. rocznicy śmierci poety w Nysie.

## Rodzina

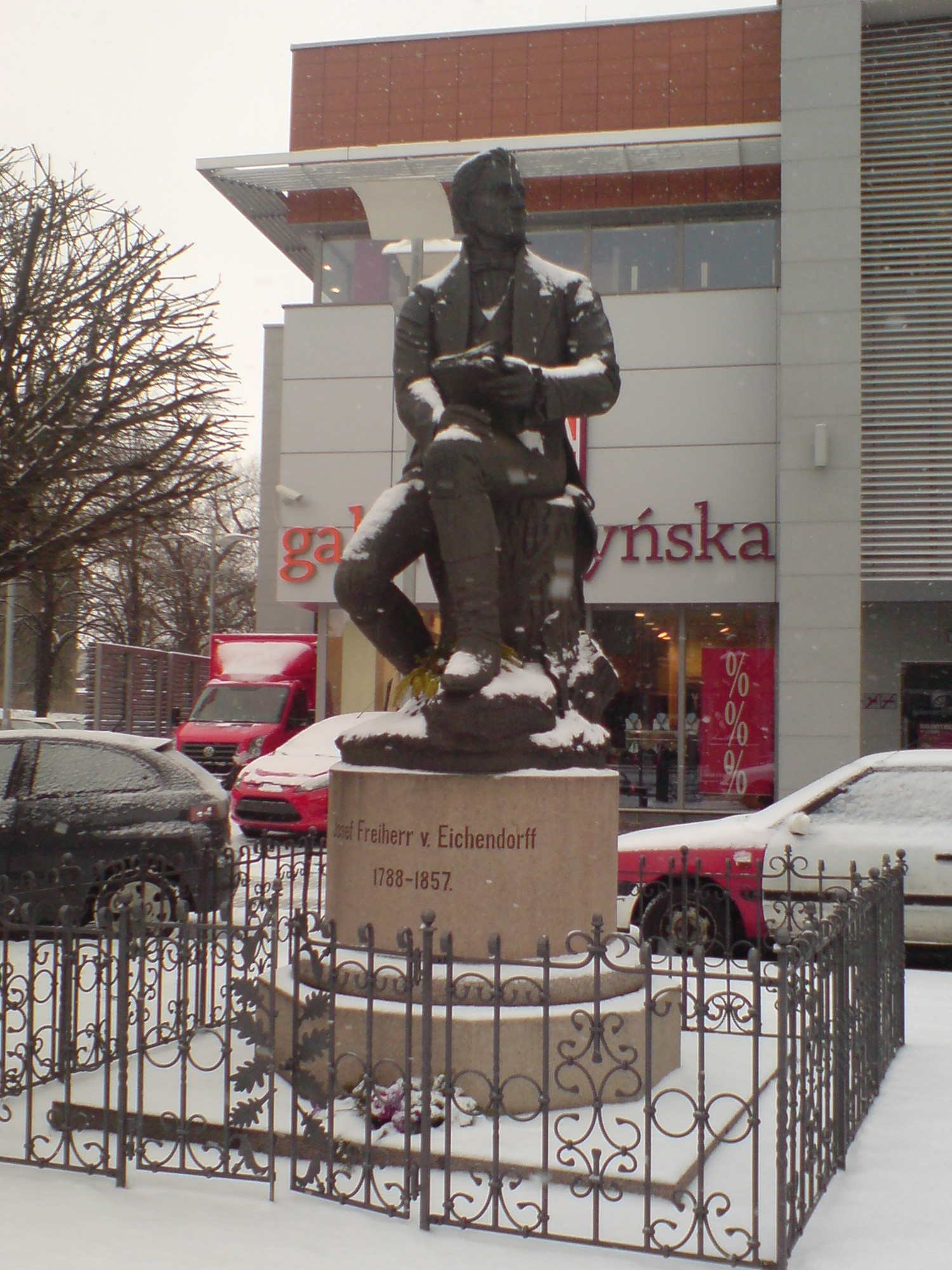
Pomnik Josepha von Eichendorffa w Raciborzu

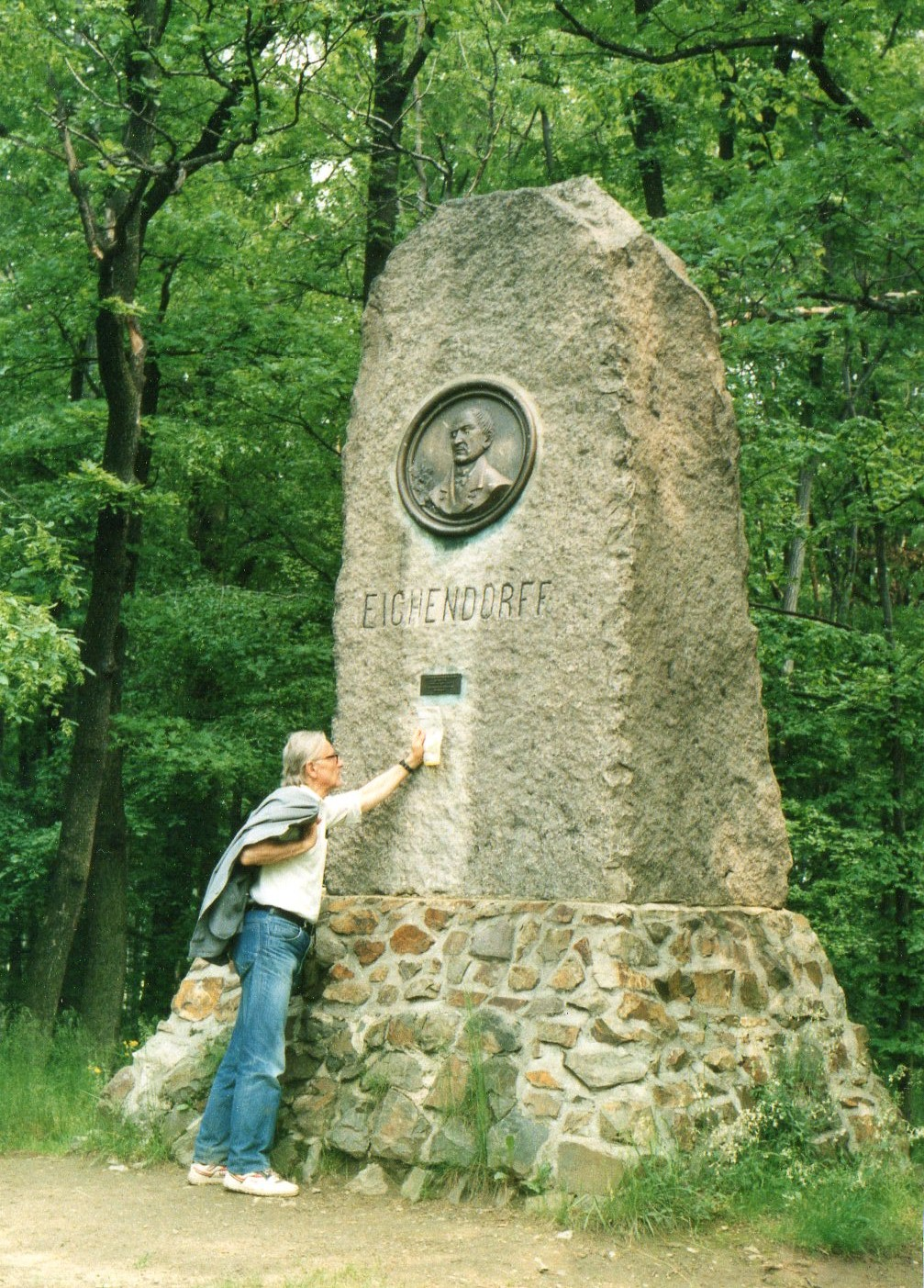
Pomnik w Lesie Prudnickim

Rodzice: Freiherr Adolf Teodor Rudolf von Eichendorff (ur. 9 stycznia 1756 w Krawarze, zm. 27 kwietnia 1818 w Łubowicach), właściciel Łubowic, pruski oficer; zawarł związek małżeński 23 listopada 1784 w Łubowicach z Karoliną von Kloch (ur. 18 stycznia 1766 w Łubowicach, zm. 15 kwietnia 1822).
1a) Wilhelm Józef Ernest Jan Karol (ur. 14 września 1786 w Łubowicach, zm. 7 stycznia 1849 w Innsbrucku); zawarł związek małżeński 1 maja 1821 w Wilten z Julią Fischnal(l)er (ur. 15 lutego 1799 w Innsbrucku, zm. 8 lutego 1870 w Innsbrucku).
2a) Józef Karol Benedykt (ur. 10 marca 1788 w Łubowicach, zm. 26 listopada 1857 w Nysie), właściciel Sedlnic (Morawy), pruski tajny radca rządowy, poeta; zawarł związek małżeński 7 kwietnia 1814 we Wrocławiu z Luizą von Larisch (ur. 18 sierpnia 1792 w Niewiadomiu, zm. 3 grudnia 1855 w Nysie), córką Jana Nepomuka von Larisch i Heleny Czentner von Czententhal.
- 1b) Hermann Józef Jan Adolf Maria (ur. 30 sierpnia 1815 w Berlinie, zm. 17 maja 1900 w Bonn), współwłaściciel Sedlnic, pruski tajny radca; zawarł związek małżeński w Honnef 24 czerwca 1856 z Klarą Simons (ur.3 sierpnia 1826 w Neuss, zm. 3 maja 1908 w Monachium), córką Arnolda S. i Bernardyny Momm.
  - 1c) Karol Józef Hartwig Erdmann Hermann (ur. 24 lutego 1863 w Akwizgranie, zm. 22 marca 1934 w Altenbeuern), pruski podpułkownik, Kawaler Zakonu maltańskiego; zawarł związek małżeński 12 listopada 1895 w Jülich z Antonią bar. von Negri (ur. 5 grudnia 1869 w Nivelstein, zm. 11 stycznia 1957 w Frauenchiemsee), potem matka Jadwiga w opactwie Frauenwörth, córka Teodora bar. v. Negri i Elizy Custodis.
  - 2c) Anna Klara Maria Hermina Juliana (ur. 22 grudnia 1866 w Akwizgranie, zm. 11 czerwca 1953 w Monachium).
  - 3c) Anna Hermina Klara Maria (ur. 15 grudnia 1870 w Akwizgranie, zm. 2 lutego 1945).
- 2b) Maria Teresa Aleksandryna (ur. 9 maja 1817 we Wrocławiu, zm. 11 marca 1894 w Dreźnie); zawarła związek małżeński 2 lipca 1837 z Louisem von Besserer-Dahlfingen 12 grudnia 1894 w Królewcu, zm. 21 marca 1858 w Nysie).
- 3b) Rudolf Józef Juliusz (ur. 19 kwietnia 1819 we Wrocławiu, zm. 18 stycznia 1891 w Fulnek), współwłaściciel Sedlnic, pruski kapitan; zawarł związek małżeński 6 października 1853 w Gdańsku z Maria Thymian (ur. 26 września 1832 w Oliwie, zm. 15 lutego 1912 w Legnicy), córka Krzysztofa Ferdynanda Th. i Henrietty Amalii Monglowskiej.
  - 1c) Hartwig Erdmann Juliusz Rudolf (ur. 12 kwietnia 1860, zm. Psary (koło Oławy) 25 kwietnia 1944), generał-ppor.; zawarł związek małżeński 13 stycznia 1894 w Neuhübel z Idą hr. Vetter von der Lilie (ur. 12 listopada 1863 w Neuhübel, która zginęła podczas bombardowań nocą z 13/14 lutego 1945 w Dreźnie).
    - 1d) Elżbieta Ida Józefina Maria (ur. 9 lutego 1896 w Świdnicy, zm. 13 października 1976 w Werl (Westfalia), ultima fam.); zawarła związek małżeński 2 lutego 1921 w Sopocie z Oskarem grafem Strachwitz von Gross-Zauche und Camminetz (ur. 13 grudnia 1899 w Podzamku, zm. 13 listopada 1951 w Brremie).
      - 1e) hrabia Jerzy Michał Paweł Hubertus Maria Strachwitz (ur. 20 czerwca 1940 w Psarach), przyjął nazwisko Freiherr von Eichendorf Graf Strachwitz von Gross-Zauche und Camminetz (adopt. przez wuja Rudolfa von Eichendorffa).

    - 2d) Rudolf Hartwig Erdmann Feliks Józef Maria Paweł (ur. 26 marca 1897 w Świdnicy, zm. 4 stycznia 1964 w Soest (Westfalia) ultimus fam.); zawarł związek małżeński 17 czerwca 1939 w Berlinie z Florentyną Rahmel (ur. 22 stycznia 1894, zm. 8 sierpnia 1960 we Frankfurcie n. M.), córką Rudolfa Rahmela i Florentyny Rahmel.
    - 3d) Maria Józefina Antonia Teresa (ur. 15 lipca 1900 w Neuhübel, zm. 7 stycznia 1959 w Neheim-Hüsten); zawarła związek małżeński 27 marca 1939 we Wrocławiu z Janem Matthiasem von Wallhoffen (ur. 1 maja 1885 we Wrocławiu, zm. 12 lipca 1945 w Grünhain).
- 4b) Agnieszka (ur. 6 stycznia 1821 w Berlinie, zm. 5 kwietnia 1822 w Gdańsku).
- 5b) Anna Jadwiga (ur. 20 października 1830 w Królewcu, zm. 24 marca 1832 w Berlinie).

3a) Luiza Antonia (ur. 13 kwietnia 1804 w Łubowicach, zm. 25 grudnia 1883 w Wiedniu)

## Twórczość
Dzieła Eichendorffa odznaczają się optymistycznym powiązaniem z przyrodą, na przykład wiersz Mondnacht. W noweli Z życia nicponia (1826) opowiada o prawie naiwnym młodzieńcu, który – zamiast pracować – woli raczej wędrować po kraju i ostatecznie znajduje spełnienie w początkowo nieszczęśliwej miłości. Stworzył też znany w Niemczech utwór o charakterze patriotycznym pod tytułem Der letzte Held von Marienburg. Spojrzenie na jego poezję z dzisiejszej perspektywy pozwala w niej dostrzec elementy tradycji i nowoczesności.
Twórczość Eichendorffa jest romantycznie religijna, miejscami z tendencjami do panteizmu, jednak osadzonego w tradycji chrześcijańskiej.

## Dzieła

### Powieści i opowiadania
- Przeczucie i teraźniejszość (Ahnung und Gegenwart, 1815)
- Z życia nicponia (Aus dem Leben eines Taugenichts, 1826)
- Poezje. Z życia nicponia, przeł. A. Lam (1997)
- Marmurowy posąg (Das Marmorbild, 1826, przeł. M. Korzeniewicz)
- Wiele hałasu o nic (Viel Lärmen um nichts, 1833)
- Poeci i ich towarzysze (Dichter und ihre Gesellen, 1834)
- Zamek Dürande (Schloss Dürande, 1837)
- Uprowadzenie (Die Entführung, 1839)
- Poszukiwacze szczęścia (Die Glücksritter, 1841)
- Górnośląskie baśnie i podania (Oberschlesische Maerchen und Sagen)

### Sztuki teatralne
- Wojna filistrom (Krieg den Philistern, 1824)
- Ezelin von Romano (1828)
- Meierbeths Glück und Ende (1828)
- Ostatni bohater Malborka (Der letzte Held von Marienburg, 1830)
- Zalotnicy (Die Freier, 1833)

### Wiersze
- Gedichte (1837)
- Wiosna i miłość. Poezje, przeł. A. Lam (2004)
- Wiersze i pieśni, przeł. A. Lam (2017)
- Julian (Epos) (Julian, 1853)
- Robert i Guiskard (Epos) (Robert und Guiskard, 1855)
- Lucjusz (Epos) (Lucius, 1857)

### Eseje
- Historia nowszej poezji romantycznej w Niemczech
- Etyczne i religijne znaczenie nowszej romantycznej poezji w Niemczech (Über die ethische und religiöse Bedeutung der neueren romantischen Poesie in Deutschland, 1847)
- Niemiecka powieść XVIII wieku i jej stosunek do chrześcijaństwa (Der deutsche Roman des 18.ten Jahrhunders, 1851)
- Z historii dramatu (Zur Geschichte des Dramas, 1854)
- Historia literatury poetyckiej Niemiec (Geschichte der poetischen Literatur Deutschlands, 1857)